# Java (eiland)
Java (Indonesisch, Javaans en Soendanees: Jawa) is een eiland in de Republiek Indonesië. Het eiland is 132.000 km² groot (ruim drie keer zo groot als Nederland) en heeft meer dan 151 miljoen inwoners (2020). Daarmee is Java het meest bevolkte eiland ter wereld. Het eiland is veel dichter bevolkt dan andere delen van Indonesië. De hoofdstad en tevens regeringszetel, Jakarta, ligt op de noordwestkust van Java. Jakarta met de voorsteden wordt gewoonlijk Jabodetabek genoemd, een acroniem voor Jakarta - Bogor - Depok - Tangerang - Bekasi. Deze grootstedelijke regio met een totale oppervlakte van 6400 km² (ongeveer even groot als Noord-Brabant en Nederlands Limburg tezamen), heeft een bevolking van ongeveer 32 miljoen mensen. Jakarta-stad (met een oppervlakte van 664,32 km²) zelf heeft een bevolkingsaantal van ruim 10 miljoen mensen. Deze overbevolking zorgt voor overbelasting op voorzieningen en infrastructuur en diverse milieuproblemen. Het binnenland van Java heeft daarentegen een voornamelijk agrarisch karakter. Vulkanische bergmassieven wisselen af met plateaulandschap. Op Java liggen 45 actieve vulkanen, waaronder de Bromo, de Merapi en de Semeru, voor het laatst uitgebarsten in 2022 en behorend tot de zestien gevaarlijkste vulkanen ter wereld.

## Geografie
Java vormt onderdeel van de 6000 kilometer lange Soendaboog, een eilandenketen die loopt van de Andamanen tot aan de Molukken.
Sumatra ligt ten noordwesten van het eiland, en Bali ligt ten oosten ervan. Ten noorden ligt Borneo, ten noordoosten Sulawesi. Ten zuiden liggen Christmaseiland en Cocoseilanden die tot Australië behoren. Aan de noordkant van Java ligt de Javazee, aan de zuidkant ligt de Indische Oceaan. Voor de zuidkust stroomt de Zuid-Javastroom.

### Stedelijke gebieden
Hieronder volgt een lijst van stedelijke gebieden met meer dan een miljoen inwoners volgens een niet officiële schatting van 2009.
| Naam                | Stedelijk gebied | Alleen gemeente |
| ------------------- | ---------------- | --------------- |
| Jakarta (Jabotabek) | 18.924.470       | 8.579.263       |
| Bandung             | 6.492.753        | 1.601.767       |
| Surabaya            | 4.112.098        | 2.336.843       |
| Cirebon             | 1.738.348        | 253.986         |
| Yogyakarta          | 1.611.752        | 703.753         |
| Semarang            | 1.583.573        | 1.283.279       |
| Tegal               | 1.263.997        | 237.415         |
| Surakarta           | 1.240.955        | 563.208         |
| Malang              | 1.038.247        | 755.371         |

## Bestuurlijke indeling
Java herbergt zes provincies, waarvan er twee een bijzondere status hebben:
- Banten (Banten) (4 regentschappen en 4 stadsgemeenten)
- West-Java (Jawa Barat) (18 regentschappen en 9 stadsgemeenten)
- Midden-Java (Jawa Tengah) (28 regentschappen en 6 stadsgemeenten)
- Oost-Java (Jawa Timur) (29 regentschappen en 9 stadsgemeenten)
- Speciale Hoofdstedelijke Regio Jakarta (DKI Jakarta) (1 regentschap en 5 stadsgemeenten)
- Bijzondere Regio Yogyakarta (DI Yogyakarta) (4 regentschappen en 1 stadsgemeente)

Er zijn enkele voorstellen voor het oprichten van nieuwe provincies. Zo zouden Cirebon en omgeving zich als nieuwe provincie kunnen afscheiden van West-Java, Surakarta zou zich kunnen afscheiden van Centraal-Java, en in het zuiden van Oost-Java zijn er voorstellen voor een nieuwe provincie Zuidoost-Java.

## Geschiedenis

### Tot de 17e eeuw

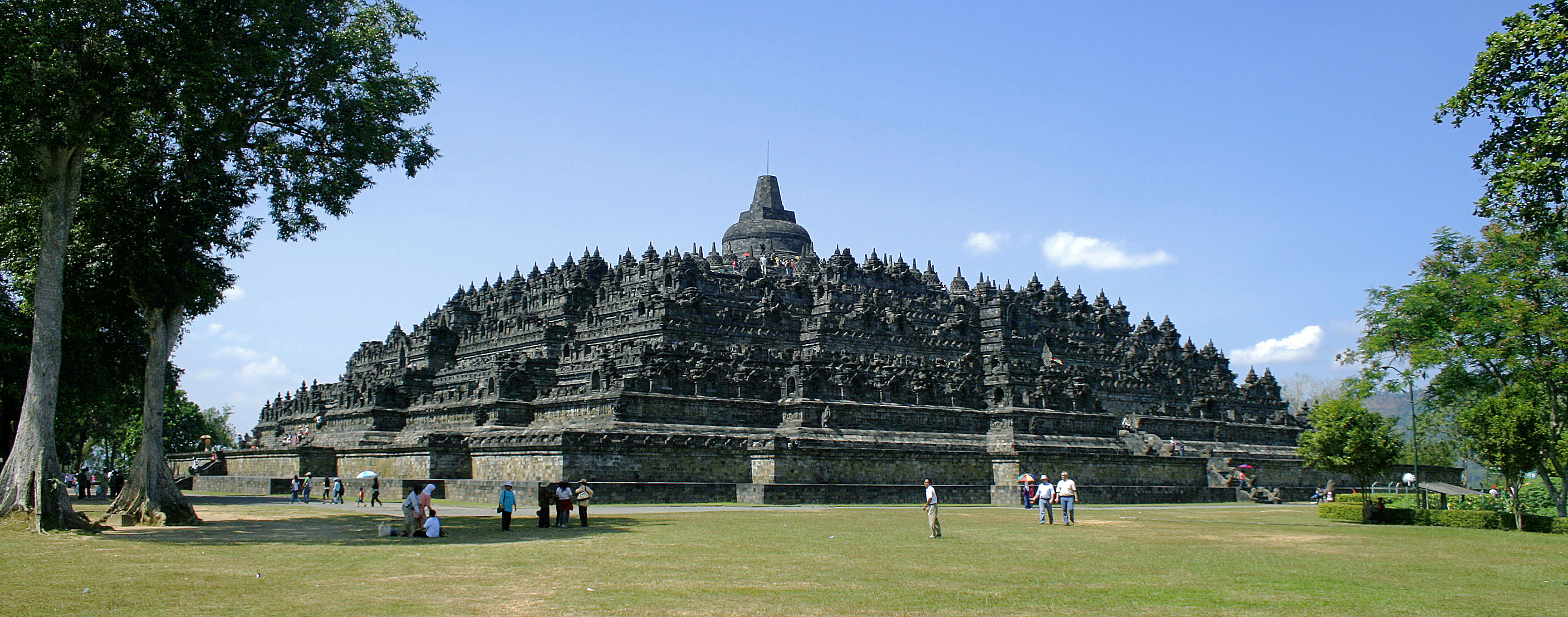
Tempelcomplex van Borobudur

In de Midden-Javaanse periode (8ste tot de 10e eeuw) was sprake van een hindoeïstisch-boeddhistisch rijk, dat zijn centrum in het binnenland van Midden-Java moet hebben gehad (getuige de overblijfselen van onder andere de Borobudur).
Het rijk was gebaseerd op de klassieke rijstcultuur. Rond 1000 verschuift het centrum naar Oost-Java (het stroomgebied van de Brantas-rivier). Van hieruit was een directer contact met de zee mogelijk.
Het koninkrijk Majapahit (1294–1527) vormde het hoogtepunt van de Oost-Javaanse periode in de Javaanse geschiedenis. Het was een mengsel van een klassieke rijststaat en een maritieme staat. Mojopahit kende een overzeese expansie met als gevolg dat in theorie, Majapahit bijna het hele gebied van het huidige Indonesië beheerste.
Met de intensivering van de zeehandel in de 16e eeuw en de komst van de islam verplaatste het zwaartepunt zich naar de noordkust van Java, waar een keten van havensteden ontstond met islamitische heersers die zich losmaakten uit het gezag van Majapahit, welke staat dan ook ten onder ging.
Aan het eind van de 16e eeuw kwam in het hart van Midden-Java (rond het huidige Solo (Surakarta) en Jogjakarta) een nieuwe macht op, het rijk Mataram. De kracht van dit nieuwe centrum was gelegen in de beheersing van de rijstcultuur van het eiland.

### 17e eeuw
Toen de VOC op Java arriveerde en Batavia stichtte, maakte het rijk Mataram een snelle expansie door. Alleen het Westen (waaronder Batavia) werd niet door Mataram beheerst.
De rijksorganisatie bestond uit concentrische cirkels. In het centrum van het rijk (Nagara) lag de hoofdstad, met in het centrum de kraton (paleiscomplex van de Javaanse sultan). Om het paleis lagen de wooncomplexen van de rijkselite. In de streken rond de hoofdstad (Nagara Agung) lagen de apanages (ambts- of salarisvelden) van de Javaanse rijkselite. Er was nog nauwelijks sprake van een monetaire economie daarom werden de beloningen gedaan in de vorm van een stuk land, waarvan de toegewezen persoon de inkomsten voor zichzelf mocht houden. Als derde cirkel om de kernregio heen lag de Manca Nagara (Buiten-Stad) dit waren de belastingopbrengende gebieden. Belasting werd betaald in de vorm van agrarische producten en arbeids- of herendiensten.
De macht werd door persoonlijke relaties in stand gehouden (zogenaamde patroon-cliëntrelaties). Dit gaf de staat een ingebouwde instabiliteit. Naarmate een gebied verder van het hof verwijderd lag, was de macht van de vorst er geringer. Omdat sprake was van een koningscultus aan het hof waarbij de vorst een tussenpersoon was tussen de goden- en mensenwereld was het niet geoorloofd om tegen de vorst in opstand te komen. Ook werd er een bewuste huwelijkspolitiek gevoerd om de belangen goed over het rijk te spreiden.
Javaanse vorsten waren niet in staat een staand leger van grote omvang op de been te houden. In tijden van oorlog waren zij afhankelijk van een boerenmilitie. De effectiviteit van de militaire macht liet daarom te wensen over, zeker in de veraf gelegen gebieden.
Het VOC-bestuur was noch modern noch traditioneel. Modern waren de duidelijke gezags- en bevelsstructuur binnen de VOC. Wat in de top werd besloten werd aan de basis ook uitgevoerd. Men hield een vrij grote militaire macht op de been en men had de beschikking over voldoende reserves in de vorm van mankracht en gelden.
Daarnaast waren een aantal overeenkomsten met de Aziatische staten in haar omgeving. Zo was er een kloof tussen centrum (Batavia) en periferie. Ook het eigenbelang van de VOC-dienaren was een traditionele factor. VOC-beambten hadden naast hun activiteiten voor de Compagnie vaak privébelangen die veelal via patroon-cliëntrelaties werden georganiseerd.
De architect van de Mataramse expansie was sultan Agung (de grote sultan), die regeerde van 1613 tot 1646. Enkel het westen van Java, met Bantam als belangrijke stapelplaats voor de specerijenhandel, viel niet onder zijn gezag. Ten oosten van Bantam hadden de Nederlanders een fort gebouwd (dit werd later Batavia). Aanvankelijk waren de Nederlands-Javaanse contacten vriendschappelijk. Sultan Agung wilde de Nederlanders als bondgenoot inschakelen om Bantam te onderwerpen. De VOC weigerde waarna de sultan in 1628 en 1629 probeerde om Batavia te veroveren, hetgeen mislukte.
De opvolger van sultan Agung, de soesoehoenan (verheven, ook wel soenan of sunan) Amangkurat I, die regeerde van 1646 tot 1677, had minder charisma en trachtte het rijk middels een schrikbewind bijeen te houden. Dit lukte hem niet; het Javaanse rijk begon uiteen te vallen. De banden met de Nederlanders werden weer aangehaald om van hieruit geen moeilijkheden te krijgen. Na 1654 ontstonden er weer problemen omdat de vorst probeerde de handel van de kuststeden opnieuw onder een koninklijk monopolie te stellen. Hierdoor ontstond grote schade voor de VOC.

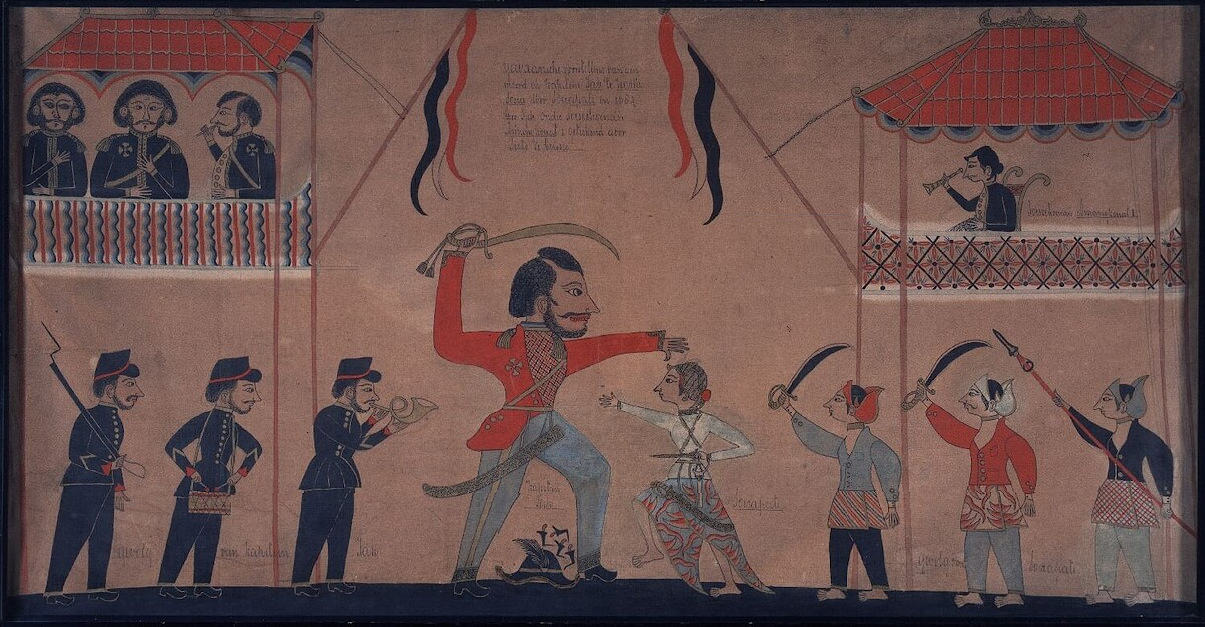
Kapitein Tack werd vermoord door Surapati in 1686 onder Amangkoerat II van Mataram

Vooral op Java hebben grote opstanden en bevrijdingsoorlogen gewoed. Ze waren bijna succesvol. Van 1674 tot 1677 was sprake van een opstand onder leiding van de Madoerese prins Trunajaya. In 1677 naderden de opstandelingen de kraton; de Soesoehoenan vluchtte en overleed. Vanaf dat moment raakte de VOC betrokken bij het gezag over Java.
Na de dood van Amangkurat I riep zijn zoon, de kroonprins, de hulp van de Nederlanders in. Omdat de opstandelingen al in 1676 de voor Nederland belangrijke noordkustgebieden begonnen te plunderen was na een langdurige interne discussie als besloten om beperkt militair in te grijpen. Dit echter alleen om de belangen aan de Noordoostkust veilig te stellen.
In juli 1677 werd een verdrag gesloten waarbij de Nederlanders hielpen het gezag te herstellen en de Javanen de onkosten hiervan zouden vergoeden en de Nederlanders zouden vrijgesteld worden van de vorstelijke tolheffingen.
Zo trok Anthonio Hurdt van 1678 tot 1680 met een huurlingenleger de binnenlanden van Java binnen. De nieuwe vorst kwam echter zijn afspraken met de VOC niet na. Na de moord op de permanente vertegenwoordiger aan het hof, François Tack, werden de directe betrekkingen tussen de VOC en Mataram voor 20 jaar verbroken.

### 18e eeuw
In 1700 leidde de Balinese ex-slaaf Soerapati een opstand. In de loop van de 18e eeuw waren er diverse oorlogen binnen het Javaanse rijk (opvolgingsproblemen en religieuze motieven speelden daarbij vaak een rol). In de jaren veertig werd een opstand van de Chinezen door de kraton gesteund, het gevolg was een complete uitmoording van de Chinezen binnen de muren van Batavia.
De VOC verleende steeds weer steun aan de in haar ogen legitieme Javaanse vorst waarbij steeds verdergaande concessies werden geëist die uitliepen op rechtstreekse verwerving van grondgebied. Geschiedkundigen zijn het niet eens over de rol die de VOC speelde bij het steeds verder uiteenvallen van het Javaanse rijk. M.C. Ricklefs beschouwt de VOC als een bedervende factor terwijl anderen als L.W. Nagtegaal en W.G.J. Remmelink, de oorzaak meer in de instabiliteit van de Javaanse machtsverhoudingen zochten.
Duidelijk is wel dat de VOC geen gerichte politiek voerde om te komen tot gebiedsuitbreiding. De VOC werd als het ware op Java naar binnen gezogen.
In 1755 werd als gevolg van een opvolgingsprobleem het Mataramse rijk in twee delen gesplitst: Surakarta (het huidige Solo) en Jogjakarta. Sindsdien heerste er op Midden-Java een betrekkelijke vrede. De VOC beheerste de gebieden aan de noordkust. De inkomsten daaruit wogen echter niet op tegen de kosten van de oorlogsuitgaven die er in de eerste helft van de 17e eeuw nodig waren om dit gebied te pacificeren. De machtspositie op Java t.o.v. de beide Javaanse rijken werd dan ook minder. Bij het uitbreken van de 4de Engelse Zeeoorlog moest zelfs een beroep op de Javaanse vorsten worden gedaan voor militaire ondersteuning. Zo werden diverse steden aangevallen door de Engelsen (onder andere Gresik tijdens de aanval op Gresik) en werd het eiland in 1811 tijdelijk ingenomen door de Engelsen.
De Javaanse economie herstelde zich sterk. Door de gebrekkige belastinginning kwam dit vooral ten goede aan de Javaanse boerenstand (sikep). De voedselproductie nam sterk toe evenals de bevolking. De rurale economie begon in snel tempo verder te monetariseren.

### Javaanse oorlog, 19e eeuw
Door zowel het herstel van het gezag als het economisch herstel werden de Javaanse rijken in de eerste decennia van de 19e eeuw een geduchte tegenstander voor de Nederlanders.

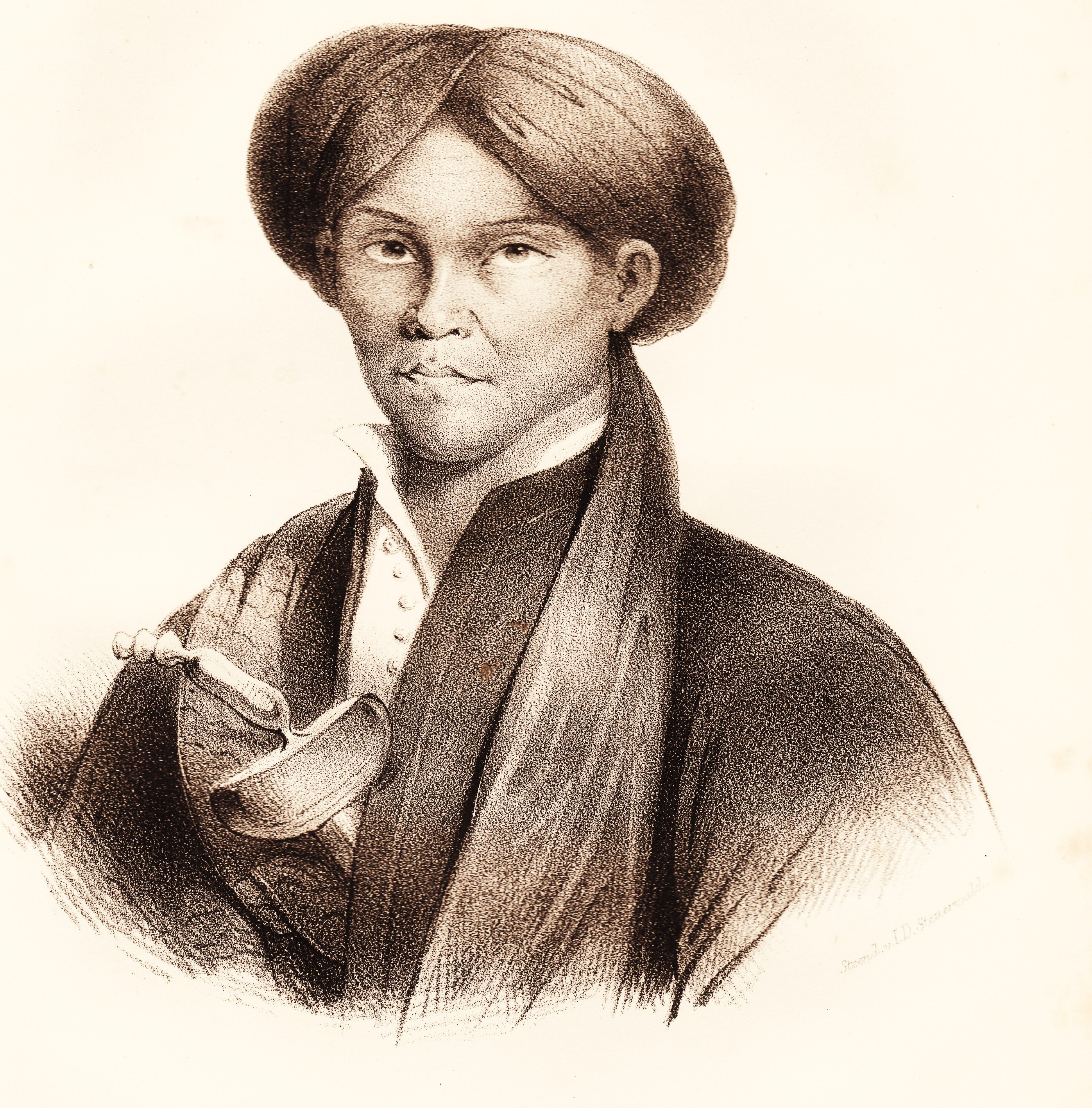
Diponegoro

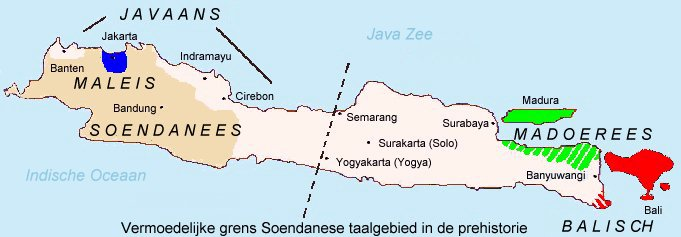
Taalkundige kaart van Java

In 1825 leidde de Javaanse prins Diponegoro een opstand waarbij hij op een gegeven moment nagenoeg geheel Java onder controle kreeg. De Nederlandse regering dacht er serieus over de archipel op te geven, maar door verraad kon Diponegoro alsnog worden uitgeschakeld. In 1830 kwam hij in Magelang (Midden-java) onder bescherming van de witte vlag voor een gesprek met de Nederlandse opperbevelhebber op Java, generaaI De Kock. Deze nam tegen alle geldende regels in Diponegoro gevangen. Diponegoro werd berecht en verbannen. De opstand zakte in elkaar. In het Indonesië van nu wordt Diponegoro als nationale vrijheidsheld vereerd.

### Aardbeving 27 mei 2006
Op zaterdag 27 mei 2006 werd de regio Yogyakarta getroffen door een krachtige aardbeving met een kracht van 6,2 op de schaal van Richter. De regio Bantul, ten zuiden van de stad Yogyakarta, werd het zwaarst getroffen.
Op 1 juni 2006 stond het dodental op meer dan 6.200.

## Talen
Op Java worden Javaans, Betawi, Soendanees, Madoerees en Balisch gesproken (zie afbeelding), door respectievelijk Javanen, mensen uit Jakarta, Soendanezen, Madoerezen en Balinezen. Daarnaast spreekt nagenoeg iedereen de nationale taal Indonesisch.